# Austrocidaria parora
Austrocidaria parora är en fjärilsart som först beskrevs av Edward Meyrick 1884c.  Austrocidaria parora ingår i släktet Austrocidaria och familjen mätare. Inga underarter finns listade i Catalogue of Life.

## Bildgalleri

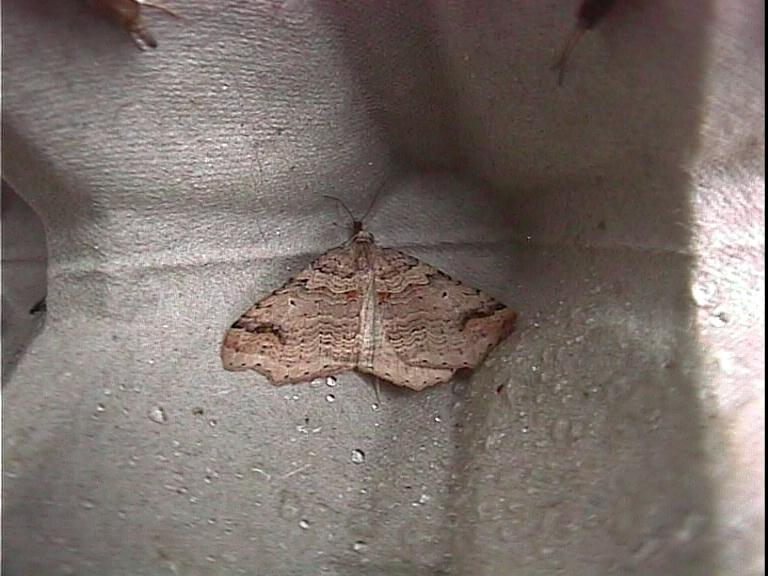
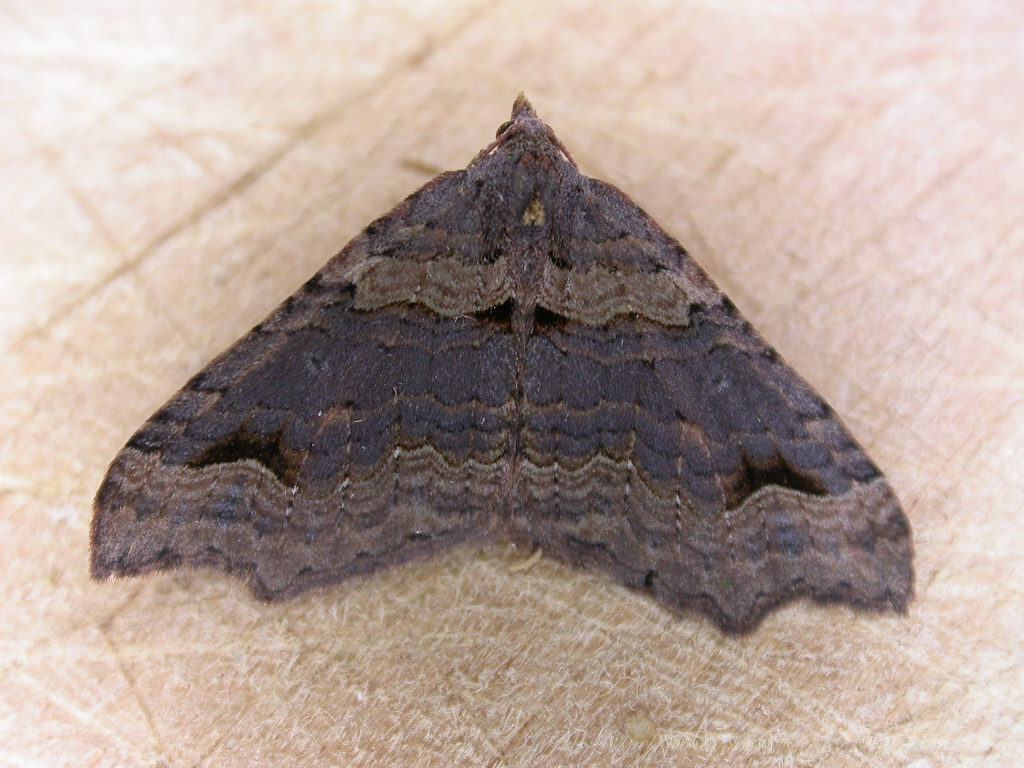